# Bur Batak
Bur Batak är ett berg i Indonesien.   Det ligger i provinsen Aceh, i den västra delen av landet, 1 600 km nordväst om huvudstaden Jakarta. Toppen på Bur Batak är 1 013 meter över havet, eller 117 meter över den omgivande terrängen. Bredden vid basen är 1,6 km.
Terrängen runt Bur Batak är kuperad åt sydväst, men åt nordost är den bergig.Runt Bur Batak är det glesbefolkat, med 13 invånare per kvadratkilometer. I omgivningarna runt Bur Batak växer i huvudsak städsegrön lövskog.